# Johan Dorussen
Johan Dorussen, né le 9 août 2003 à Nimègue, est un coureur cycliste néerlandais.

## Biographie
Johan Dorussen est originaire de Nimègue, une commune située à l'Est des Pays-Bas. Il grandit au contact du monde du vélo. Ses parents pratiquent eux-mêmes ce sport, tout comme son grand frère Berko et sa sœur Lisa,, qui participe à des courses cyclistes. Il est formé au JVR de Batauwers, un club situé à Tiel. 
En 2022, il se distingue chez les amateurs en remportant plusieurs courses néerlandaises. Il s'impose également sur une étape du Tour de l'Oder en 2023. Après ses performances, il intègre la réserve de l'équipe professionnelle DSM-Firmenich PostNL en 2024. Bon sprinteur, il gagne le Dorpenomloop Rucphen. Il s'agit de son premier succès acquis sur une compétition inscrite au calendrier de l'UCI.

## Palmarès
- 2023
  - 5e étape du Tour de l'Oder
- 2024
  - Dorpenomloop Rucphen
  - 1re étape du Tour du Danemark (contre-la-montre par équipes)